# مرحلة المجموعات في دوري أبطال أوروبا 2023–24
مرحلة المجموعات في دوري أبطال أوروبا 2023–24 بدأت في 19 سبتمبر 2023 وستنتهي في 13 ديسمبر 2023. يتنافس ما مجموعه 32 فريقا في مرحلة المجموعات لتحديد المراكز ال 16 في مرحلة خروج المغلوب من دوري أبطال أوروبا 2023–24.
يونيون برلين وأنتويرب ظهر لأول مرة في مرحلة المجموعات. هذا هو أول ظهور للنادي البلجيكي في كأس أوروبا منذ خروجه الدور الأول في 1957–58، والأول على الإطلاق للفريق الألماني. يتم تمثيل ما مجموعه 15 اتحادا وطنيا في مرحلة المجموعات.
هذا هو الموسم الأخير بتنسيق دور المجموعات، والذي سيتم استبداله بتنسيق مرحلة الدوري بدءا من الموسم المقبل.

## القرعة
أجريت قرعة دور المجموعات في 31 أغسطس 2023, 18:00 CEST، في موناكو. تم تقسيم الفرق ال 32 إلى ثماني مجموعات من أربعة. بالنسبة للقرعة، تم تصنيف الفرق في أربعة أواني، كل منها من ثمانية فرق، بناء على المبادئ التالية:
- احتوى الوعاء الأول على حاملي لقب الدوري الأوروبي، وأبطال الاتحادات السبعة الأولى بناء على 2022–23 معاملات دول الاتحاد الأوروبي.
- احتوى الوعاء 2 و 3 و 4 على الفرق المتبقية، المصنفة بناء على 2022–23 معامل الاتحاد الأوروبي.[2]

لا يمكن سحب الفرق من نفس الاتحاد إلى نفس المجموعة. قبل القرعة، شكل الاتحاد الأوروبي لكرة القدم أزواجا من فرق من نفس الاتحاد (زوج واحد للجمعيات مع فريقين أو ثلاثة فرق، واثنين من الثنائيات للجمعيات مع أربعة أو خمسة فرق) على أساس التلفزيون الجماهير، حيث سيتم سحب فريق واحد إلى المجموعات من الأولي إلى الرابعة وسيتم سحب فريق آخر إلى المجموعات من الخامسة إلى الثامنة، بحيث يلعب الفريقان في أيام مختلفة. تم الإعلان عن الثنائيات التالية من قبل الاتحاد الأوروبي لكرة القدم بعد تأكيد فرق دور المجموعات:
1. مانشستر سيتي ومانشستر يونايتد
2. إشبيلية وأتلتيكو مدريد
3. برشلونة وريال مدريد
4. نابولي ولاتسيو
5. بايرن ميونخ وبوروسيا دورتموند
6. باريس سان جيرمان ولانس
7. بنفيكا وبورتو
8. فاينورد وبي إس في آيندهوفن
9. إنتر ميلان وميلان
10. آر بي لايبزيغ ويونيون برلين
11. أرسنال ونيوكاسل يونايتد

في كل يوم من أيام المباراة، ستلعب مجموعة واحدة من أربع مجموعات مبارياتها يوم الثلاثاء، بينما ستلعب المجموعة الأخرى المكونة من أربع مجموعات مبارياتها يوم الأربعاء، مع تناوب مجموعتين من المجموعات بين كل يوم مباراة. سيتم تحديد المباريات بعد القرعة، باستخدام سحب كمبيوتر غير معروض للجمهور. لن يلعب كل فريق أكثر من مباراتين على أرضه أو مباراتين خارج أرضه على التوالي، وسيلعب مباراة واحدة على أرضه ومباراة واحدة خارج أرضه في الجولة الأولى والأخيرة (المادة 16-2).

## الفرق
فيما يلي الفرق المشاركة (مع معامل الاتحاد الأوروبي), مجمعة حسب الأوعية الخاص بهم يشملوا:
- 26 فريقا شاركوا في هذه المرحلة
- 6 الفائزون في الجولة فاصلة  [لغات أخرى]‏ (4 من مسار دوري الأبطال  [لغات أخرى]‏, 2 من مسار الدوري  [لغات أخرى]‏)

| مفتاح الألوان                                                                                    |
| ------------------------------------------------------------------------------------------------ |
| يتأهل الفائز والوصيف في المجموعة إلى دور ال 16                                                   |
| الفرق صاحبة المركز الثالث تنتقل إلي مباريات الأدوار الفاصلة في الدور الإقصائي في الدوري الأوروبي |

| تصنيف الاتحادات     | الفريق           | معامل اليويفا |
| ------------------- | ---------------- | ------------- |
| البطل & 1           | مانشستر سيتي     | 145.000       |
| بطل الدوري الأوروبي | إشبيلية          | 91.000        |
| 2                   | برشلونة          | 98.000        |
| 3                   | نابولي           | 81.000        |
| 4                   | بايرن ميونخ      | 136.000       |
| 5                   | باريس سان جيرمان | 112.000       |
| 6                   | بنفيكا           | 82.000        |
| 7                   | فاينورد          | 51.000        |

| الفريق           | معامل اليويفا |
| ---------------- | ------------- |
| ريال مدريد       | 121.000       |
| مانشستر يونايتد  | 104.000       |
| إنتر ميلان       | 96.000        |
| بوروسيا دورتموند | 86.000        |
| أتلتيكو مدريد    | 85.000        |
| آر بي لايبزيغ    | 84.000        |
| بورتو            | 81.000        |
| أرسنال           | 76.000        |

| الفريق              | الملاحظات | معامل اليويفا |
| ------------------- | --------- | ------------- |
| شاختار دونيتسك      |           | 63.000        |
| ريد بل سالزبورغ     |           | 59.000        |
| ميلان               |           | 50.000        |
| سبورتينغ براغا      | [LP]      | 44.000        |
| بي إس في آيندهوفن   | [LP]      | 43.000        |
| لاتسيو              |           | 42.000        |
| النجم الأحمر بلغراد |           | 42.000        |
| كوبنهاغن            | [CP]      | 40.500        |

| الفريق          | الملاحظات | معامل اليويفا |
| --------------- | --------- | ------------- |
| يانغ بويز       | [CP]      | 34.500        |
| ريال سوسيداد    |           | 33.000        |
| غلطة سراي       | [CP]      | 31.500        |
| سلتيك           |           | 31.000        |
| نيوكاسل يونايتد |           | 21.914        |
| يونيون برلين    |           | 17.000        |
| رويال أنتويرب   | [CP]      | 17.000        |
| لانس            |           | 12.232        |

الملاحظات
1. البطل حامل لقب دوري أبطال أوروبا ، يتم وضعه تلقائيا في الوعاء الأول كمصنف أول.
2. بطل الدوري الأوروبي حاملو لقب الدوري الأوروبي ، يتم وضعهم تلقائيا في الوعاء الأول كمصنف ثاني.
3. CP الفائزون في مسار الأبطال.
4. LP الفائزون في مسار الدوري.

## الشكل
في كل مجموعة، ستلعب الفرق ضد بعضها البعض ذهابا وإيابا في صيغة جولة روبن.سيتأهل أفضل فريقين من كل مجموعة إلى دور ال 16.وسيتم نقل الفرق صاحبة المركز الثالث إلى مباريات خروج المغلوب الدوري الأوروبي، بينما سيتم إقصاء الفرق صاحبة المركز الرابع من المسابقات الأوروبية لهذا الموسم.

### معايير كسر التعادل
سيتم تصنيف الفرق وفقا للنقاط (3 نقاط للفوز ، 1 نقطة للتعادل ، 0 نقطة للخسارة). إذا تعادل فريقان أو أكثر في النقاط، يتم تطبيق معايير كسر التعادل التالية، بالترتيب المعطى، لتحديد الترتيب (انظر المادة 17 المساواة في النقاط - مرحلة المجموعات، لوائح دوري أبطال أوروبا):
1. نقاط في المباريات المباشرة بين الفرق المتعادلة ؛
2. فارق الأهداف في المباريات المباشرة بين الفرق المتعادلة ؛
3. الأهداف المسجلة في المباريات المباشرة بين الفرق المتعادلة ؛
4. إذا تم تعادل أكثر من فريقين، وبعد تطبيق جميع معايير المواجهات المباشرة أعلاه، كانت مجموعة فرعية من الفرق لا تزال متعادلة، وتم إعادة تطبيق جميع معايير المواجهات المباشرة المذكورة أعلاه حصريا على هذه المجموعة الفرعية من الفرق ؛
5. فارق الأهداف في جميع مباريات المجموعة.
6. الأهداف المسجلة في جميع مباريات المجموعة.
7. الأهداف المسجلة خارج الأرض في جميع مباريات المجموعة ؛
8. يفوز في جميع مباريات المجموعة.
9. يفوز خارج أرضه في جميع مباريات المجموعة ؛
10. نقاط تأديبية (بطاقة حمراء مباشرة = 3 نقاط ؛ بطاقة صفراء مزدوجة = 3 نقاط ؛ بطاقة صفراء واحدة = 1 نقطة) ؛
11. معامل الاتحاد الأوروبي.

## المجموعات
تم الإعلان عن المباريات في 2 سبتمبر 2023، بعد يومين من القرعة. تقام المباريات في 19–20 سبتمبر، 3–4 أكتوبر 2023، 24–25 أكتوبر، 7–8 نوفمبر، 28–29 نوفمبر، 12–13 ديسمبر 2023. ستكون أوقات انطلاق المباراة المقررة 18:45 (مباراتان في كل يوم) و 21:00 (المباريات الست المتبقية) توقيت وسط أوروبا أو توقيت وسط أوروبا الصيفي.
الأوقات هي توقيت وسط أوروبا أو توقيت وسط أوروبا الصيفي, كما هو مدرج من قبل الاتحاد الأوروبي لكرة القدم (الأوقات المحلية، إذا كانت مختلفة، بين قوسين).

### المجموعة الأولى
| م | الفريق          | لعب | ف | ت | خ | أ.له | أ.ع | أ.ف | نقاط | التأهل                        |  | بايرن | كوبنهاغن | غ.س. | يونايتد |
| - | --------------- | --- | - | - | - | ---- | --- | --- | ---- | ----------------------------- |  | ----- | -------- | ---- | ------- |
| 1 | بايرن ميونخ     | 6   | 5 | 1 | 0 | 12   | 6   | +6  | 16   | التأهل إلى مرحلة خروج المغلوب |  | —     | 0–0      | 2–1  | 4–3     |
| 2 | كوبنهاغن        | 6   | 2 | 2 | 2 | 8    | 8   | 0   | 8    | التأهل إلى مرحلة خروج المغلوب |  | 1–2   | —        | 1–0  | 4–3     |
| 3 | غلطة سراي       | 6   | 1 | 2 | 3 | 10   | 13  | −3  | 5    | الانتقال إلى الدوري الأوروبي  |  | 1–3   | 2–2      | —    | 3–3     |
| 4 | مانشستر يونايتد | 6   | 1 | 1 | 4 | 12   | 15  | −3  | 4    |                               |  | 0–1   | 1–0      | 2–3  | —       |

| غلطة سراي            | 2–2   | كوبنهاغن                      |
| -------------------- | ----- | ----------------------------- |
| - بوي 86' - تيتي 88' | تقرير | - اليونسي 35' - غونسالفيس 58' |

| بايرن ميونخ                                           | 4–3   | مانشستر يونايتد                     |
| ----------------------------------------------------- | ----- | ----------------------------------- |
| - ساني 28' - غنابري 32' - كين 53' (ركلة.) - تيل 90+2' | تقرير | - هويلوند 49' - كاسيميرو 88'، 90+5' |

| مانشستر يونايتد                     | 2–3   | غلطة سراي                                         |
| ----------------------------------- | ----- | ------------------------------------------------- |
| - هويلوند 17'، 67' - كاسيميرو ، 77' | تقرير | - زاها 23' - آق تورك أوغلي 71' - إيكاردي 78'، 81' |

| كوبنهاغن      | 1–2   | بايرن ميونخ             |
| ------------- | ----- | ----------------------- |
| - ليراجير 55' | تقرير | - موسيالا 67' - تيل 83' |

| غلطة سراي            | 1–3   | بايرن ميونخ                        |
| -------------------- | ----- | ---------------------------------- |
| - إيكاردي 30' (ر.ج.) | تقرير | - كومان 8' - كين 73' - موسيالا 79' |

| مانشستر يونايتد | 1–0   | كوبنهاغن     |
| --------------- | ----- | ------------ |
| - ماغواير 72'   | تقرير | لارسون 90+7' |

| بايرن ميونخ    | 2–1   | غلطة سراي       |
| -------------- | ----- | --------------- |
| - كين 80'، 86' | تقرير | - باكامبو 90+3' |

| كوبنهاغن                                                               | 4–3   | مانشستر يونايتد                            |
| ---------------------------------------------------------------------- | ----- | ------------------------------------------ |
| - اليونسي 45' - غونسالفيس 45+9'، ر.ج.' - ليراجير 83' - روني بردغجي 87' | تقرير | - هويلوند 3'، 28' - ب.فيرنانديز 69' (ر.ج.) |

| غلطة سراي                           | 3–3   | مانشستر يونايتد                                  |
| ----------------------------------- | ----- | ------------------------------------------------ |
| - زياش 29'، 62' - آق تورك أوغلي 71' | تقرير | - غارناتشو 11' - ب.فيرنانديز 18' - ماكتوميني 55' |

| بايرن ميونخ | 0–0   | كوبنهاغن |
| ----------- | ----- | -------- |
|             | تقرير |          |

| مانشستر يونايتد | 0–1   | بايرن ميونخ |
| --------------- | ----- | ----------- |
|                 | تقرير | - كومان 70' |

| كوبنهاغن      | 1–0   | غلطة سراي |
| ------------- | ----- | --------- |
| - ليراجير 58' | تقرير |           |

### المجموعة الثانية
| م | الفريق            | لعب | ف | ت | خ | أ.له | أ.ع | أ.ف | نقاط | التأهل                        |  | أرسنال | آيندهوفن | لانس | إشبيلية |
| - | ----------------- | --- | - | - | - | ---- | --- | --- | ---- | ----------------------------- |  | ------ | -------- | ---- | ------- |
| 1 | أرسنال            | 6   | 4 | 1 | 1 | 16   | 4   | +12 | 13   | التأهل إلى مرحلة خروج المغلوب |  | —      | 4–0      | 6–0  | 2–0     |
| 2 | بي إس في آيندهوفن | 6   | 2 | 3 | 1 | 8    | 10  | −2  | 9    | التأهل إلى مرحلة خروج المغلوب |  | 1–1    | —        | 1–0  | 2–2     |
| 3 | لانس              | 6   | 2 | 2 | 2 | 6    | 11  | −5  | 8    | الانتقال إلى الدوري الأوروبي  |  | 2–1    | 1–1      | —    | 2–1     |
| 4 | إشبيلية           | 6   | 0 | 2 | 4 | 7    | 12  | −5  | 2    |                               |  | 1–2    | 2–3      | 1–1  | —       |

| إشبيلية       | 1–1   | لانس          |
| ------------- | ----- | ------------- |
| - أوكامبوس 9' | تقرير | - فولغيني 24' |

| أرسنال                                                           | 4–0   | بي إس في آيندهوفن |
| ---------------------------------------------------------------- | ----- | ----------------- |
| - بوكايو ساكا 8' - تروسار 20' - غابرييل جيسوس 38' - أوديغارد 70' | تقرير |                   |

| لانس                     | 2–1   | أرسنال      |
| ------------------------ | ----- | ----------- |
| - توماسون 25' - واهي 69' | تقرير | - جيسوس 14' |

| بي إس في آيندهوفن                  | 2–2   | إشبيلية                    |
| ---------------------------------- | ----- | -------------------------- |
| - دي يونغ 86' (ر.ج.) - تيزيه 5+90' | تقرير | - غوديلي 68' - النصيري 87' |

| إشبيلية    | 1–2   | أرسنال                        |
| ---------- | ----- | ----------------------------- |
| غوديلي 58' | تقرير | - مارتينيلي 45+4' - جيسوس 53' |

| لانس       | 1–1   | بي إس في آيندهوفن |
| ---------- | ----- | ----------------- |
| - واهي 65' | تقرير | - باكايوكو 54'    |

| أرسنال                         | 2–0   | إشبيلية |
| ------------------------------ | ----- | ------- |
| - تروسار 29' - بوكايو ساكا 64' | تقرير |         |

| بي إس في آيندهوفن | 1–0   | لانس |
| ----------------- | ----- | ---- |
| - دي يونغ 12'     | تقرير |      |

| إشبيلية                   | 2–3   | بي إس في آيندهوفن                             |
| ------------------------- | ----- | --------------------------------------------- |
| - راموس 24' - النصيري 47' | تقرير | - صيباري 68' - غوديلي 81'، o.g.' - بيبي 90+2' |

| أرسنال                                                                                      | 6–0   | لانس |
| ------------------------------------------------------------------------------------------- | ----- | ---- |
| - هافيرتس 13' - جيسوس 21' - ساكا 23' - مارتينيلي 27' - أوديغارد 45+1' - جورجينيو 86'، pen.' | تقرير |      |

| لانس                                    | 2–1   | إشبيلية            |
| --------------------------------------- | ----- | ------------------ |
| - فرانكوفسكي 63'، pen.' - فولغيني 90+6' | تقرير | - راموس 79'، pen.' |

| بي إس في آيندهوفن    | 1–1   | أرسنال             |
| -------------------- | ----- | ------------------ |
| - يوربي فيرتيسين 50' | تقرير | - إيدي نيكيتاه 42' |

### المجموعة الثالثة
| م | الفريق         | لعب | ف | ت | خ | أ.له | أ.ع | أ.ف | نقاط | التأهل                        |  | الريال | نابولي | براغا | برلين |
| - | -------------- | --- | - | - | - | ---- | --- | --- | ---- | ----------------------------- |  | ------ | ------ | ----- | ----- |
| 1 | ريال مدريد     | 6   | 6 | 0 | 0 | 16   | 7   | +9  | 18   | التأهل إلى مرحلة خروج المغلوب |  | —      | 4–2    | 3–0   | 1–0   |
| 2 | نابولي         | 6   | 3 | 1 | 2 | 10   | 9   | +1  | 10   | التأهل إلى مرحلة خروج المغلوب |  | 2–3    | —      | 2–0   | 1–1   |
| 3 | سبورتينغ براغا | 6   | 1 | 1 | 4 | 6    | 12  | −6  | 4    | الانتقال إلى الدوري الأوروبي  |  | 1–2    | 1–2    | —     | 1–1   |
| 4 | يونيون برلين   | 6   | 0 | 2 | 4 | 6    | 9   | −3  | 2    |                               |  | 2–3    | 0–1    | 2–3   | —     |

| ريال مدريد      | 1–0   | يونيون برلين |
| --------------- | ----- | ------------ |
| بيلينغهام 90+4' | تقرير |              |

| سبورتينغ براغا | 1–2   | نابولي                                       |
| -------------- | ----- | -------------------------------------------- |
| - بروما 84'    | تقرير | - دي لورينزو 45+1' - سيكو نياكاتي 88' (ه.ذ.) |

| يونيون برلين    | 2–3   | سبورتينغ براغا                           |
| --------------- | ----- | ---------------------------------------- |
| - بيكر 30'، 37' | تقرير | - نياكاتي 41' - بروما 51' - كاسترو 4+90' |

| نابولي                                | 2–3   | ريال مدريد                                        |
| ------------------------------------- | ----- | ------------------------------------------------- |
| - أوستيغارد 19' - زيلينسكي 54' (ر.ج.) | تقرير | - فينيسيوس 27' - بيلينغهام 34' - ميريت 78' (ه.ذ.) |

| سبورتينغ براغا     | 1–2   | ريال مدريد                    |
| ------------------ | ----- | ----------------------------- |
| - ألفارو دجالو 63' | تقرير | - رودريغو 16' - بيلينغهام 61' |

| يونيون برلين | 0–1   | نابولي          |
| ------------ | ----- | --------------- |
|              | تقرير | - راسبادوري 65' |

| نابولي         | 1–1   | يونيون برلين |
| -------------- | ----- | ------------ |
| - بوليتانو 39' | تقرير | - فوفانا 52' |

| ريال مدريد                              | 3–0   | سبورتينغ براغا |
| --------------------------------------- | ----- | -------------- |
| - دياز 27' - فينيسيوس 58' - رودريغو 61' | تقرير |                |

| ريال مدريد                                                  | 4–2   | نابولي                    |
| ----------------------------------------------------------- | ----- | ------------------------- |
| - رودريغو 11' - بيلينغهام 22' - نيكو باز 84' - خوسيلو 90+4' | تقرير | - سيميوني 9' - أنغيسا 47' |

| سبورتينغ براغا     | 1–1   | يونيون برلين |
| ------------------ | ----- | ------------ |
| - ألفارو دجالو 51' | تقرير | غوسينس 42'   |

| نابولي                                | 2–0   | سبورتينغ براغا |
| ------------------------------------- | ----- | -------------- |
| - سردار ساتشي 9'، o.g.' - أوسيمين 33' | تقرير |                |

| يونيون برلين              | 2–3   | ريال مدريد                      |
| ------------------------- | ----- | ------------------------------- |
| - فولاند 45+1' - كرال 85' | تقرير | - خوسيلو 61'، 72' - سيبايوس 89' |

### المجموعة الرابعة
| م | الفريق          | لعب | ف | ت | خ | أ.له | أ.ع | أ.ف | نقاط | التأهل                        |  | سوسيداد | إنتر | بنفيكا | سالزبورغ |
| - | --------------- | --- | - | - | - | ---- | --- | --- | ---- | ----------------------------- |  | ------- | ---- | ------ | -------- |
| 1 | ريال سوسيداد    | 6   | 3 | 3 | 0 | 7    | 2   | +5  | 12   | التأهل إلى مرحلة خروج المغلوب |  | —       | 1–1  | 3–1    | 0–0      |
| 2 | إنتر ميلان      | 6   | 3 | 3 | 0 | 8    | 5   | +3  | 12   | التأهل إلى مرحلة خروج المغلوب |  | 0–0     | —    | 1–0    | 2–1      |
| 3 | بنفيكا          | 6   | 1 | 1 | 4 | 7    | 11  | −4  | 4    | الانتقال إلى الدوري الأوروبي  |  | 0–1     | 3–3  | —      | 0–2      |
| 4 | ريد بل سالزبورغ | 6   | 1 | 1 | 4 | 4    | 8   | −4  | 4    |                               |  | 0–2     | 0–1  | 1–3    | —        |

| ريال سوسيداد | 1–1   | إنتر ميلان     |
| ------------ | ----- | -------------- |
| - منديز 4'   | تقرير | - مارتينيز 87' |

| بنفيكا | 0–2   | ريد بل سالزبورغ                 |
| ------ | ----- | ------------------------------- |
|        | تقرير | - سيميتش 15' (ركلة.) - غلوخ 51' |

| ريد بل سالزبورغ | 0–2   | ريال سوسيداد                |
| --------------- | ----- | --------------------------- |
|                 | تقرير | - أويارزابال 7' - منديز 27' |

| إنتر ميلان  | 1–0   | بنفيكا |
| ----------- | ----- | ------ |
| - تورام 62' | تقرير |        |

| إنتر ميلان                              | 2–1   | ريد بل سالزبورغ |
| --------------------------------------- | ----- | --------------- |
| - سانشيز 19' - تشالهان أوغلو 64' (ر.ج.) | تقرير | - غلوخ 57'      |

| بنفيكا | 0–1   | ريال سوسيداد |
| ------ | ----- | ------------ |
|        | تقرير | - منديز 63'  |

| ريال سوسيداد                               | 3–1   | بنفيكا        |
| ------------------------------------------ | ----- | ------------- |
| - ميرينو 6' - أويارزابال 11' بارينتشيا 21' | تقرير | - ر.سيلفا 48' |

| ريد بل سالزبورغ | 0–1   | إنتر ميلان            |
| --------------- | ----- | --------------------- |
|                 | تقرير | - مارتينيز 85' (ر.ج.) |

| بنفيكا                    | 3–3   | إنتر ميلان                                          |
| ------------------------- | ----- | --------------------------------------------------- |
| - جواو ماريو 5'، 13'، 34' | تقرير | - أرناوتوفيتش 51' - فراتيسي 58' - سانشيز 72'، pen.' |

| ريال سوسيداد | 0–0   | ريد بل سالزبورغ |
| ------------ | ----- | --------------- |
|              | تقرير |                 |

| إنتر ميلان | 0–0   | ريال سوسيداد |
| ---------- | ----- | ------------ |
|            | تقرير |              |

| ريد بل سالزبورغ | 1–3   | بنفيكا                                             |
| --------------- | ----- | -------------------------------------------------- |
| - سوتشيتش 57'   | تقرير | - دي ماريا 32' - ر.سيلفا 45+1' - آرثر كابرال 90+2' |

### المجموعة الخامسة
| م | الفريق        | لعب | ف | ت | خ | أ.له | أ.ع | أ.ف | نقاط | التأهل                        |  | أتلتيكو | لاتسيو | فاينورد | سلتيك |
| - | ------------- | --- | - | - | - | ---- | --- | --- | ---- | ----------------------------- |  | ------- | ------ | ------- | ----- |
| 1 | أتلتيكو مدريد | 6   | 4 | 2 | 0 | 17   | 6   | +11 | 14   | التأهل إلى مرحلة خروج المغلوب |  | —       | 2–0    | 3–2     | 6–0   |
| 2 | لاتسيو        | 6   | 3 | 1 | 2 | 7    | 7   | 0   | 10   | التأهل إلى مرحلة خروج المغلوب |  | 1–1     | —      | 1–0     | 2–0   |
| 3 | فاينورد       | 6   | 2 | 0 | 4 | 9    | 10  | −1  | 6    | الانتقال إلى الدوري الأوروبي  |  | 1–3     | 3–1    | —       | 2–0   |
| 4 | سلتيك         | 6   | 1 | 1 | 4 | 5    | 15  | −10 | 4    |                               |  | 2–2     | 1–2    | 2–1     | —     |

| فاينورد                     | 2–0   | سلتيك |
| --------------------------- | ----- | ----- |
| - ستنغس 45+2' - جهانبخش 76' | تقرير |       |

| لاتسيو          | 1–1   | أتلتيكو مدريد      |
| --------------- | ----- | ------------------ |
| - بروفيدل 90+5' | تقرير | - بابلو باريوس 29' |

| أتلتيكو مدريد                     | 3–2   | فاينورد                         |
| --------------------------------- | ----- | ------------------------------- |
| - موراتا 12'، 47' - غريزمان 45+3' | تقرير | - هيرموسو 7'، o.g.' - هانكو 34' |

| سلتيك          | 1–2   | لاتسيو                     |
| -------------- | ----- | -------------------------- |
| - فوروهاشي 12' | تقرير | - فيسينو 29' - بيدرو 90+5' |

| فاينورد                          | 3–1   | لاتسيو             |
| -------------------------------- | ----- | ------------------ |
| - خيمينيز 31'، 74' - زروقي 45+2' | تقرير | - بيدرو 83' (ر.ج.) |

| سلتيك                     | 2–2   | أتلتيكو مدريد                                  |
| ------------------------- | ----- | ---------------------------------------------- |
| - فوروهاشي 4' - بالما 28' | تقرير | - غريزمان 25'، 25' - موراتا 53' - دي بول ، 82' |

| أتلتيكو مدريد                                                | 6–0   | سلتيك |
| ------------------------------------------------------------ | ----- | ----- |
| - غريزمان 6'، 60' - موراتا 45+2'، 76' - لينو 66' - ساؤول 84' | تقرير |       |

| لاتسيو           | 1–0   | فاينورد |
| ---------------- | ----- | ------- |
| - إيموبيلي 45+1' | تقرير |         |

| لاتسيو            | 2–0   | سلتيك |
| ----------------- | ----- | ----- |
| إيموبيلي 82'، 85' | تقرير |       |

| فاينورد         | 1–3   | أتلتيكو مدريد                                             |
| --------------- | ----- | --------------------------------------------------------- |
| - ماتس ويفر 77' | تقرير | - غيرترويدا 14'، o.g.' - هيرموسو 57' - خيمينيز 81'، o.g.' |

| أتلتيكو مدريد           | 2–0   | لاتسيو |
| ----------------------- | ----- | ------ |
| - غريزمان 6' - لينو 51' | تقرير |        |

| سلتيك                                   | 2–1   | فاينورد      |
| --------------------------------------- | ----- | ------------ |
| - بالما 33' (ركلة.) - Lagerbielke 90+1' | تقرير | - Minteh 82' |

### المجموعة السادسة
| م | الفريق           | لعب | ف | ت | خ | أ.له | أ.ع | أ.ف | نقاط | التأهل                        |  | دورتموند | باريس | ميلان | نيوكاسل |
| - | ---------------- | --- | - | - | - | ---- | --- | --- | ---- | ----------------------------- |  | -------- | ----- | ----- | ------- |
| 1 | بوروسيا دورتموند | 6   | 3 | 2 | 1 | 7    | 4   | +3  | 11   | التأهل إلى مرحلة خروج المغلوب |  | —        | 1–1   | 0–0   | 2–0     |
| 2 | باريس سان جيرمان | 6   | 2 | 2 | 2 | 9    | 8   | +1  | 8    | التأهل إلى مرحلة خروج المغلوب |  | 2–0      | —     | 3–0   | 1–1     |
| 3 | إيه سي ميلان     | 6   | 2 | 2 | 2 | 5    | 8   | −3  | 8    | الانتقال إلى الدوري الأوروبي  |  | 1–3      | 2–1   | —     | 0–0     |
| 4 | نيوكاسل يونايتد  | 6   | 1 | 2 | 3 | 6    | 7   | −1  | 5    |                               |  | 0–1      | 4–1   | 1–2   | —       |

| ميلان | 0–0   | نيوكاسل يونايتد |
| ----- | ----- | --------------- |
|       | تقرير |                 |

| باريس سان جيرمان                | 2–0   | بوروسيا دورتموند |
| ------------------------------- | ----- | ---------------- |
| - مبابي 49' (ركلة.) - حكيمي 58' | تقرير |                  |

| بوروسيا دورتموند | 0–0   | ميلان |
| ---------------- | ----- | ----- |
|                  | تقرير |       |

| نيوكاسل يونايتد                                                | 4–1   | باريس سان جيرمان  |
| -------------------------------------------------------------- | ----- | ----------------- |
| - ألميرون 17' - دان بورن 39' - لونجستاف 50' - فابيان شير 90+1' | تقرير | - ل.هيرنانديز 56' |

| باريس سان جيرمان                              | 3–0   | ميلان |
| --------------------------------------------- | ----- | ----- |
| - مبابي 32' - كولو مواني 53' - لي كانغ إن 89' | تقرير |       |

| نيوكاسل يونايتد | 0–1   | بوروسيا دورتموند |
| --------------- | ----- | ---------------- |
|                 | تقرير | - نميشا 45'      |

| بوروسيا دورتموند           | 2–0   | نيوكاسل يونايتد |
| -------------------------- | ----- | --------------- |
| - فولكروغ 26' - براندت 79' | تقرير |                 |

| ميلان                 | 2–1   | باريس سان جيرمان |
| --------------------- | ----- | ---------------- |
| - لياو 12' - جيرو 50' | تقرير | - شكرينيار 9'    |

| باريس سان جيرمان     | 1–1   | نيوكاسل يونايتد |
| -------------------- | ----- | --------------- |
| - مبابي 90+8'، pen.' | تقرير | - إيساك 24'     |

| ميلان          | 1–3   | بوروسيا دورتموند                                    |
| -------------- | ----- | --------------------------------------------------- |
| - تشوكويزي 37' | تقرير | - رويس 10'، pen.' - جيمي بينو جيتنز 59' - أديمي 69' |

| بوروسيا دورتموند | 1–1   | باريس سان جيرمان  |
| ---------------- | ----- | ----------------- |
| - أديمي 51'      | تقرير | - زائير إيمري 56' |

| نيوكاسل يونايتد | 1–2   | إيه سي ميلان                  |
| --------------- | ----- | ----------------------------- |
| - جويلينتون 33' | تقرير | - بوليسيتش 59' - تشوكويزي 84' |

### المجموعة السابعة
| م | الفريق              | لعب | ف | ت | خ | أ.له | أ.ع | أ.ف | نقاط | التأهل                        |  | سيتي | لايبزيغ | يانغ بويز | بلغراد |
| - | ------------------- | --- | - | - | - | ---- | --- | --- | ---- | ----------------------------- |  | ---- | ------- | --------- | ------ |
| 1 | مانشستر سيتي        | 6   | 6 | 0 | 0 | 18   | 7   | +11 | 18   | التأهل إلى مرحلة خروج المغلوب |  | —    | 3–2     | 3–0       | 3–1    |
| 2 | آر بي لايبزيغ       | 6   | 4 | 0 | 2 | 13   | 9   | +4  | 12   | التأهل إلى مرحلة خروج المغلوب |  | 1–3  | —       | 2–1       | 3–1    |
| 3 | يانغ بويز           | 6   | 1 | 1 | 4 | 7    | 13  | −6  | 4    | الانتقال إلى الدوري الأوروبي  |  | 1–3  | 1–3     | —         | 2–0    |
| 4 | النجم الأحمر بلغراد | 6   | 0 | 1 | 5 | 7    | 14  | −7  | 1    |                               |  | 2–3  | 1–2     | 2–2       | —      |

| يانغ بويز   | 1–3   | آر بي لايبزيغ                          |
| ----------- | ----- | -------------------------------------- |
| - ايليا 33' | تقرير | - سيماكان 3' - شلاغر 73' - سيسكو 90+2' |

| مانشستر سيتي                   | 3–1   | النجم الأحمر بلغراد |
| ------------------------------ | ----- | ------------------- |
| - ألفاريز 47'، 60' - رودري 73' | تقرير | - بوكاري 45'        |

| آر بي لايبزيغ | 1–3   | مانشستر سيتي                           |
| ------------- | ----- | -------------------------------------- |
| - أوبيندا 48' | تقرير | - فودين 25' - ألفاريز 84' - دوكو 90+1' |

| النجم الأحمر بلغراد                | 2–2   | يانغ بويز                              |
| ---------------------------------- | ----- | -------------------------------------- |
| - شريف ندياي 35' - عثمان بخاري 88' | تقرير | - فيليب أوجرينيك 48' - إيتن 61' (ر.ج.) |

| آر بي لايبزيغ                       | 3–1   | النجم الأحمر بلغراد |
| ----------------------------------- | ----- | ------------------- |
| - راوم 12' - سيمونز 59' - أولمو 84' | تقرير | - ماركو ستامنيك 70' |

| يانغ بويز | 1–3   | مانشستر سيتي                          |
| --------- | ----- | ------------------------------------- |
| ايليا 52' | تقرير | - أكانجي 48' - هالاند 67' (ر.ج.)، 86' |

| مانشستر سيتي                           | 3–0   | يانغ بويز |
| -------------------------------------- | ----- | --------- |
| - هالاند 23' (ر.ج.)، 51' - فودين 45+1' | تقرير |           |

| النجم الأحمر بلغراد | 1–2   | آر بي لايبزيغ             |
| ------------------- | ----- | ------------------------- |
| - هنريكس 81' (ه.ذ.) | تقرير | - سيمونز 8' - أوبيندا 77' |

| مانشستر سيتي                           | 3–2   | آر بي لايبزيغ      |
| -------------------------------------- | ----- | ------------------ |
| - هالاند 54' - فودين 70' - ألفاريز 87' | تقرير | - أوبيندا 13'، 33' |

| يانغ بويز                                    | 2–0   | النجم الأحمر بلغراد |
| -------------------------------------------- | ----- | ------------------- |
| - كوستا نيديليكوفيتش 8'، o.g.' لوين بلوم 29' | تقرير |                     |

| آر بي لايبزيغ              | 2–1   | Young Boys   |
| -------------------------- | ----- | ------------ |
| - Šeško 51' - Forsberg 56' | تقرير | - Colley 53' |

| النجم الأحمر بلغراد               | 2–3   | Manchester City                                  |
| --------------------------------- | ----- | ------------------------------------------------ |
| - هوانغ إن-بيوم 76' - Katai 90+1' | تقرير | - Hamilton 19' - Bobb 62' - Phillips 85' (ركلة.) |

### المجموعة الثامنة
| م | الفريق         | لعب | ف | ت | خ | أ.له | أ.ع | أ.ف | نقاط | التأهل                        |  | برشلونة | بورتو | شاختار | أنتويرب |
| - | -------------- | --- | - | - | - | ---- | --- | --- | ---- | ----------------------------- |  | ------- | ----- | ------ | ------- |
| 1 | برشلونة        | 6   | 4 | 0 | 2 | 12   | 6   | +6  | 12   | التأهل إلى مرحلة خروج المغلوب |  | —       | 2–1   | 2–1    | 5–0     |
| 2 | بورتو          | 6   | 4 | 0 | 2 | 15   | 8   | +7  | 12   | التأهل إلى مرحلة خروج المغلوب |  | 0–1     | —     | 5–3    | 2–0     |
| 3 | شاختار دونيتسك | 6   | 3 | 0 | 3 | 10   | 12  | −2  | 9    | الانتقال إلى الدوري الأوروبي  |  | 1–0     | 1–3   | —      | 1–0     |
| 4 | رويال أنتويرب  | 6   | 1 | 0 | 5 | 6    | 17  | −11 | 3    |                               |  | 3–2     | 1–4   | 2–3    | —       |

| برشلونة                                                           | 5–0   | أنتويرب |
| ----------------------------------------------------------------- | ----- | ------- |
| - فيليكس 11'، 66' - ليفاندوفسكي 19' - باتاي 22' (ه.ذ.) - غافي 54' | تقرير |         |

| شاختار      | 1–3   | بورتو                        |
| ----------- | ----- | ---------------------------- |
| - كيلسي 13' | تقرير | - جالينو 8'، 15' - طارمي 29' |

| انتويرب                   | 2–3   | شاختار                          |
| ------------------------- | ----- | ------------------------------- |
| - مويا 3' - باليكويشا 33' | تقرير | - سيكان 48'، 77' - راكيتسكي 71' |

| بورتو | 0–1   | برشلونة                      |
| ----- | ----- | ---------------------------- |
|       | تقرير | - توريس 45+1' - غافي ، 90+3' |

| برشلونة                 | 2–1   | شاختار        |
| ----------------------- | ----- | ------------- |
| - توريس 28' - لوبيز 36' | تقرير | - سوداكوف 62' |

| انتويرب    | 1–4   | بورتو                                     |
| ---------- | ----- | ----------------------------------------- |
| - يوسف 37' | تقرير | - إيفانيلسون 46'، 69'، 84' - أوستاكيو 54' |

| شاختار      | 1–0   | برشلونة |
| ----------- | ----- | ------- |
| - سيكان 40' | تقرير |         |

| بورتو                                 | 2–0   | انتويرب |
| ------------------------------------- | ----- | ------- |
| - إيفانيلسون 32' (ركلة.) - بيبي 90+1' | تقرير |         |

| شاختار          | 1–0   | أنتويرب |
| --------------- | ----- | ------- |
| - ماتفيينكو 12' | تقرير |         |

| برشلونة                    | 2–1   | بورتو      |
| -------------------------- | ----- | ---------- |
| - كانسيلو 32' - فيليكس 57' | تقرير | - بيبي 30' |

| بورتو                                                  | 5–3   | شاختار دونيتسك                                     |
| ------------------------------------------------------ | ----- | -------------------------------------------------- |
| - جالينو 9'، 43' - طارمي 62' - بيبي 75' - كونسيساو 82' | تقرير | - سيكان 29' - أوستاكيو 72' (ه.ذ.) - إيغوينالدو 88' |

| أنتويرب                                      | 3–2   | برشلونة                  |
| -------------------------------------------- | ----- | ------------------------ |
| - فيرميرين 2' - يانسن 56' - إيلينيكينا 90+2' | تقرير | - توريس 35' - غويو 90+1' |

## الملاحظات
1. ↑  CEST (UTC+2) للتواريخ حتى 25 أكتوبر 2023 (أيام المباريات 1–3)، وCET (UTC+1) للتواريخ اللاحقة (أيام المباريات 4–6).
2. 1 2 3  يلعب يونيون برلين مبارياته على أرضه في الملعب الأولمبي، في برلين، بدلا من ملعبه المعتاد، ملعب آلته فورشتراي، في برلين.[12]
3. 1 2 3  يلعب برشلونة مبارياته على أرضه في الملعب الأولمبي لويس، في برشلونة، بدلا من ملعبه المعتاد، كامب نو، في برشلونة، والذي يتم تجديده.[27]
4. 1 2 3  بسبب الغزو الروسي لأوكرانيا، يتعين على الفرق الأوكرانية لعب مبارياتها على أرضها في أماكن محايدة حتى إشعار آخر.[29][30]